# Voltooid tegenwoordige tijd
De voltooid tegenwoordig tijd (v.t.t.) of perfectum is een tijd (tempus) die onder andere het perfectieve aspect uitdrukt. In de Nederlandse grammatica bestaat de voltooid tegenwoordige tijd uit een onderwerp, een hulpwerkwoord in de onvoltooid tegenwoordige tijd en een voltooid deelwoord.

## Gebruik
- duidt een tijdstip in het verleden aan (dus geen duur)
- duidt op een voltooide handeling
- legt de nadruk op het resultaat van een handeling

## Voorbeelden
- Het heeft gesneeuwd, daardoor is de weg onberijdbaar.
- Mevrouw De Backer is overvallen door een tasjesdief.
- Jantje heeft zijn kamer dan toch opgeruimd, zoals zijn moeder gevraagd had.
- Nynke heeft mijn haar geknipt, zoals ik dat haar had gevraagd.

## Engels
De present perfect simple is qua vorm gelijk aan de Nederlandse voltooid tegenwoordige tijd. Hij wordt gevormd door het hulpwerkwoord to have te combineren met het voltooid deelwoord, bijvoorbeeld I have arrived. De present perfect simple wordt o.a. gebruikt om meer nadruk te leggen op de uitwerking van het beschrevene op het heden (He has arrived, now he is here), of om aan te geven dat de handeling nét is afgelopen (I have just arrived). 
De present perfect progressive is de voltooide vorm van de Engelse duratief. Deze wordt gevormd door een vorm van have te combineren het voltooid deelwoord van to be, bijvoorbeeld We have been waiting for more than an hour now. Het doel van deze verleden tijd is het beschrijven van een handeling of toestand die in het verleden is begonnen, tot op het heden voortduurt en waarschijnlijk ook in de toekomst nog enige tijd zal voortduren. Ditzelfde aspect wordt soms ook weergeven door middel van de present perfect simple: We have lived here for ten years.